# Srđan Verbić
Srđan Verbić, cyr. Срђан Вербић (ur. 27 maja 1970 w miejscowości Gornji Milanovac) – serbski fizyk i działacz oświatowy, w latach 2014–2016 minister edukacji i nauki.

## Życiorys
Absolwent fizyki teoretycznej na Uniwersytecie w Belgradzie. W 2001 uzyskał magisterium na podstawie pracy dotyczącej sztucznej inteligencji, a w 2014 doktoryzował się w oparciu o rozprawę poświęconą testom oceniającym wiedzę, którą obronił na macierzystej uczelni. Pracował jako menedżer programu naukowego poświęconego fizyce w centrum naukowym Petnica. Od 2003 uczestniczył w projekcie badawczym PISA. Od 2005 związany z instytutem eksperckim zajmującym się jakością edukacji (Zavod za vrednovanje kvaliteta obrazovanja i vaspitanja), początkowo jako koordynator, a od 2013 jako dyrektor ośrodka badawczego. Autor podręczników szkolnych z zakresu fizyki, a także inicjator przedsięwzięć popularyzujących naukę.
W kwietniu 2014 z rekomendacji Serbskiej Partii Postępowej objął urząd ministra edukacji, nauki i rozwoju technologicznego w rządzie Aleksandara Vučicia. Funkcję tę pełnił do sierpnia 2016.